# 극진회관
극진회관(일본어: 極真会館 쿄쿠신카이칸[*])은 한국계 일본인 최영의 총재가 설립한 무술(격투기) 단체이다. 정식 명칭은 국제 가라테 연맹 극진회관(国際空手道連盟 極真会館)이며, 전신은 오오야마 도장이다.

## 역사
- 1956년 - 릿쿄 대학 뒤 발레 스튜디오를 빌려 오오야마 도장 개관
- 1964년 - 국제 가라테연맹 극진회관 정식 발족
- 1968년 - 제1회 오픈 토너먼트 전일본 가라테 선수권 대회 개최
- 1975년 - 제1회 오픈 토너먼트 세계 가라테 선수권 대회 개최
- 1988년 - 일본 모든 도시에 극진회관 조직 확립
- 1994년 - 최영의 총재 서거, 마쓰이 쇼케이(문장규) 극진회관 관장 취임